# Certificat d’aptitude au professorat de l’enseignement du second degré
Das CAPES ist eine Prüfung für angehende Sekundarschullehrer in Frankreich. Sie wird nach fünfjährigem Studium (Abschluss: Master) eines Faches abgelegt, da französische Sekundarschullehrer Spezialisten in lediglich einem Schulfach sind. 
Das CAPES wird nur von einer bestimmten, vorher festgelegten Zahl an Kandidaten bestanden. Zuvor werden vom Erziehungsministerium die Anzahl der Stellen festgelegt, die im jeweiligen Jahr zu besetzen sind. Wer das CAPES besteht, wird zum Beamten auf Probe, nach einem Anerkennungsjahr (stage) erfolgt die Verbeamtung auf Lebenszeit (titularisation).
Wie bei der Agrégation besteht die Prüfung aus zwei Teilen. Nur wer den schriftlichen Teil der Prüfung besteht, wird auch zur mündlichen Prüfung zugelassen. 